# La Guineueta
La Guineueta è uno dei 14 quartieri che compongono il distretto Nou Barris della città di Barcellona.
È ampio circa 57 ettari ed è delimitato dal Parc Central dels Nou Barris, il Parc de la Guineueta, la Plaça de Karl Marx e la Plaça de Llucmajor.
Dagli anni Cinquanta, a seguito del flusso migratorio dalle altre regioni spagnole, si cominciò la costruzione di diversi edifici al posto delle vigne abbandonate e dei campi di cereali che sorgevano nell'area.
Il nome del quartiere in catalano significa "piccola volpe" e deriva dal nome di una masia che sorgeva nella zona. L'area conosciuta come Guineueta Nova forma oggi il quartiere di Canyelles.